# Раброво (община Валандово)
 Тази статия е за селото в Северна Македония.  За селото в България вижте Раброво.  
Раброво (на македонска литературна норма: Раброво) е село в община Валандово, Северна Македония.

## География
Раброво е разположено на 2 километра западно от град Валандово на пътя свързаващ Валандово с град Струмица на север.

## История
В XIX век Раброво е смесено българо-турско село в Дойранска каза на Османската империя. В „Етнография на вилаетите Адрианопол, Монастир и Салоника“, издадена в Константинопол в 1878 година и отразяваща статистиката на населението от 1873 година, Раброво (Rabrovo) е посочено като селище с 40 домакинства, като жителите му са 41 българи и 90 помаци.
Според статистиката на Васил Кънчов („Македония. Етнография и статистика“) от 1900 г. Раброво има 280 жители, от които 60 българи християни И 220 турци.
В началото на XX век християнското население на Раброво е под върховенството на Българската екзархия. По данни на секретаря на Екзархята Димитър Мишев („La Macédoine et sa Population Chrétienne“) през 1905 година в Робово (Robovo) има 64 българи екзархисти.
На 24 януари 2010 година митрополит Агатангел Повардарски осветява темелния камък на църквата „Свети Илия“.
Преброявания
В Раброво има 62 домакинства в 2002 година, като жителите му, според преброяванията, са:
- 1994 – 269
- 2002 – 274

## Личности
Починали в Раброво
- Юрдан Йонов, български военен деец, подпоручик, загинал през Първата световна война[6]